# Bill Mitchell (diseñador)
William L. Mitchell (2 de julio de 1912 - 12 de septiembre de 1988) fue un diseñador de automóviles estadounidense, jefe de diseño en General Motors entre 1958 y 1977, período conocido en la empresa como la 'Era de Bill Mitchell'. Se convirtió en el responsable de crear o influir en el diseño de más de 72,5 millones de automóviles producidos por GM, incluidos vehículos emblemáticos como el Cadillac Sixty Special 1938, el Cadillac Cupé deVille 1949, el Chevrolet Bel Air de 1955-1957, el Cadillac DeVille de 1959-1984, el Buick Riviera de 1963-65 y de 1966-67, el Corvette Stingray de 1961-1976, el Chevrolet Camaro de 1970-1981, el Cadillac Seville de 1976-1979 y el Cadillac Seville de 1980-1985.

## Semblanza
Mitchell era hijo de un distribuidor de Buick, y desarrolló su talento para dibujar automóviles desde una edad temprana. Creció en Greenville, Pensilvania y en la ciudad de Nueva York. Asistió a Universidad Carnegie Mellon en Pittsburgh y luego estudió en la Liga de Estudiantes de Arte en Nueva York.
Después de completar sus estudios en la escuela de arte, se incorporó a Barron Collier Advertising con sede en la ciudad de Nueva York, donde preparó diseños e ilustraciones publicitarias, incluidos los anuncios en los Estados Unidos para los coches británicos MG. Mientras trabajaba en la agencia, conoció a los hermanos Barron Collier Jr., Miles Collier y Sam Collier, quienes habían fundado el Automobile Racing Club of America (ARCA) (un precursor del Sports Car Club of America) en 1931. Mitchell se convirtió en el ilustrador oficial del club. Sus bocetos para el club finalmente llamaron la atención del entonces jefe de la Sección de Arte y Color de General Motors,Harley Earl, quien lo contrató el 15 de diciembre de 1935.
Un año después, en 1936, Earl nombró a Mitchell diseñador jefe en el entonces recién creado estudio de diseño de Cadillac. Pasarían 18 años hasta que, el 1 de mayo de 1954, Mitchell se convirtió en director de estilo de General Motors, otra vez a las órdenes de Harley Earl, a quien sucedería en el cargo de estilista en jefe en diciembre de 1958. Mitchell se propuso romper con las señales de estilo utilizadas por Harley Earl, con el objetivo de eliminar el exceso de cromo, las aletas gruesas y las marcas de firma similares.

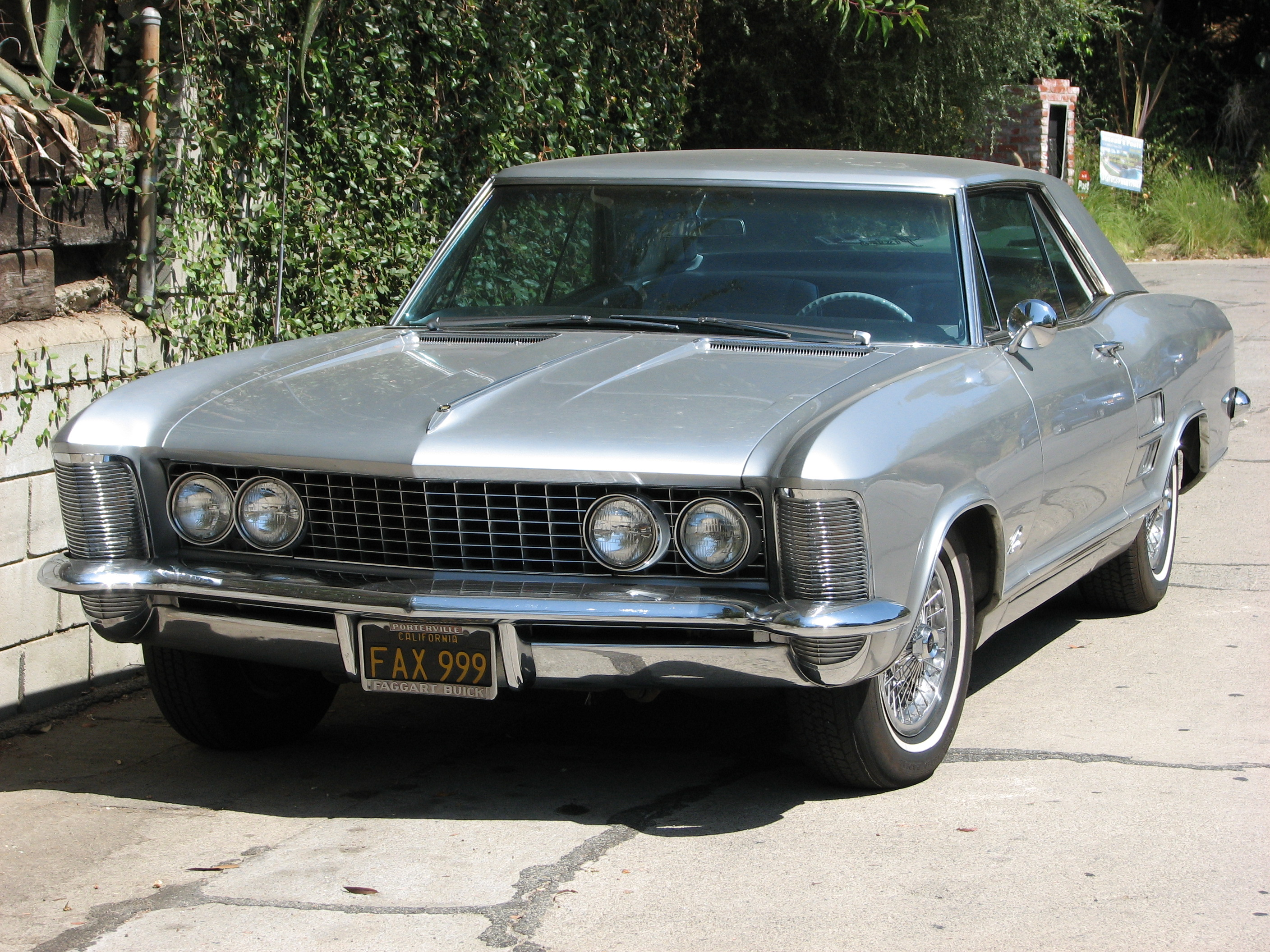
Buick Riviera de 1963, uno de los diseños más famosos de Mitchell durante su mandato como jefe de estilo en GM

En los años 1960, promovió lo que él llamó el "look puro", una línea más aerodinámica, "sin hombros" desde las ventanas de un automóvil hacia los lados. Encomendó a los diseñadores de GM la tarea de combinar las señales de estilo de Rolls Royce y Ferrari para crear el clásico Buick Riviera de 1963. Según una popular historia, tuvo la idea del Riviera en París. Originalmente había previsto el diseño de la División Cadillac, como un nuevo La Salle, "un Cadillac bebé". El Riviera también incluyó vidrios sin marco en las puertas delanteras, lo que le dio a los techos rígidos un aspecto aún más elegante.
Un encuentro con un tiburón, mientras buceaba en las Bahamas, inspiró el automóvil de exhibición Corvette Shark, su Stingray racer, y el Corvette Stingray de 1963, diseñado en gran parte por Larry Shinoda, bajo la dirección de Mitchell.

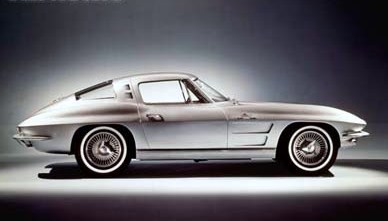
El Corvette Sting Ray Cupé de 1963 presentaba lo que a veces se conoce como estilo de "botella de Coca-Cola"

La afición de Mitchell por las ventanillas traseras divididas, como aparece en el Buick de 1957 y en el cupé Corvette Stingray de 1963, no fue compartida por algunos de sus compañeros estilistas ni por el público, y ambos coches se retiraron debido al rechazo de los compradores. La ventana trasera dividida se eliminaría (y se volvería a trabajar en un solo panel de vidrio curvo) para el cupé Corvette 1964. El Stingray de 1963-1967 (en las ediciones cupé y roadster), con sus paneles laterales delanteros y traseros ligeramente abultados, sería uno de los primeros coches de General Motors en presentar lo que se conoció como estilo de "botella de Coca-Cola", creando un aspecto agresivo y musculoso.
También influyó en el espectacular estilo del Corvair con motor trasero de segunda generación de 1965, que, al igual que otros modelos de GM presentados aquel año, montaba cristales curvos en las ventanillas laterales para realzar su perfil de "botella de Coca-Cola".

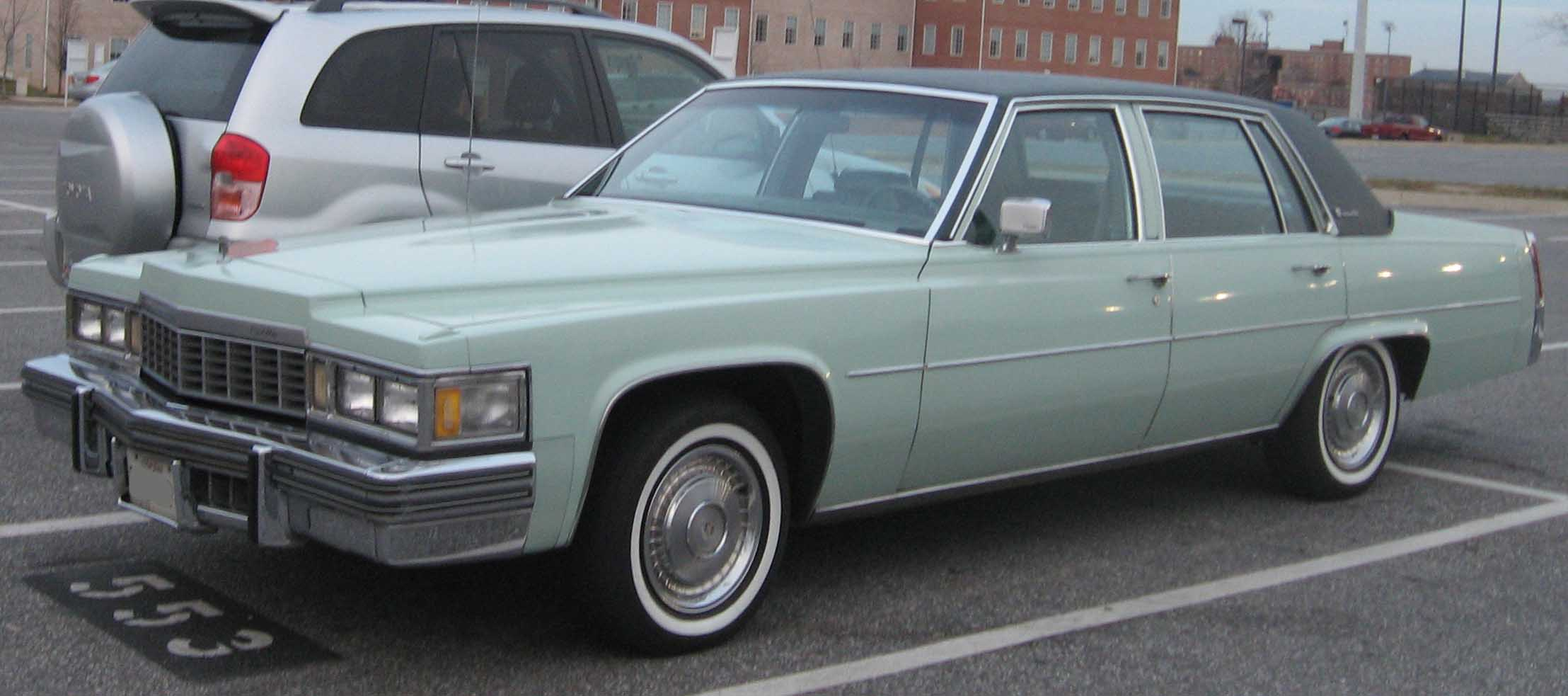
El Cadillac Sedan deVille de 1977 presentó un estilo influido por el Cadillac Seville de 1976

Durante la crisis energética de 1973-74, que generó una mayor demanda de coches más pequeños en lugar de los modelos más grandes que habían sido la máquina de generar ganancias de GM durante décadas, Mitchell supervisó los esfuerzos de estilo y diseño de los vehículos de tamaño completo e intermedio reducido de GM, coches de gran tamaño que se introdujeron a fines de la década de 1970, algunos de los últimos diseños que lideraría, y todos en gran parte basados en soluciones desarrolladas por primera vez en su Cadillac Seville de 1976. Sin embargo, cuando se trataba de autos compactos y subcompactos, Mitchell (que tuvo que luchar contra su propio alcoholismo), llegó a decir que "los autos pequeños son como el vodka. Seguro que la gente los probará, pero no se quedará con ellos".
Mitchell dejó el cargo de estilista jefe en julio de 1977 después de cumplir 65 años. El último automóvil que diseñó en GM fue el prototipo Pontiac Phantom de 1977, que ahora se exhibe en el Museo Sloan. También jugó un papel decisivo en el diseño de lo que se convertiría en el Cadillac Seville de 1980-85. El 1 de agosto de 1977, Irvin Rybicki sucedió a Mitchell como vicepresidente de Diseño de General Motors.
Después de retirarse de General Motors, dirigió William L. Mitchell Design, una firma privada de consultoría de diseño, de 1977 a 1984. Criticó el estilo del nuevo Corvette de cuarta generación, al que se refirió como "blando". Bill Mitchell murió a la edad de 76 años de insuficiencia cardíaca en el Hospital William Beaumont en Royal Oak, el 12 de septiembre de 1988.

## Premios y reconocimientos
- Incluido en el Corvette Hall of Fame por el National Corvette Museum en 1998.[10]
- En 1999, la Global Automotive Elections Foundation nominó a Mitchell entre un grupo de veinticinco diseñadores que competían por la designación como Diseñador Automotriz del Siglo.

## Lecturas relacionadas
- Crippen, David R. (1985). «The Reminiscences of William L. Mitchell». Automobile in American Life and Society. Dearborn, Michigan: Automobile in American Life and Society. Archivado desde el original el 21 de octubre de 2010. Consultado el 13 de noviembre de 2010.
- Cantey, Mark R. (January 2008). Driving Style: GM Design's First Century (Hardcover edición). United States of America: MRC Publishing, Inc. ISBN 978-0-615-26435-6. con licencia oficial de General Motors Design, una crónica del primer siglo de diseño de GM
- Lamm, Michael; Holls, Dave (1996). «Chapter 10: The Mitchell Years». A Century of Automotive Style: 100 Years of American Car Design (Hardcover edición). Stockton, California, United States: Lamm-Morada Publishing Company Inc. pp. 172-187. ISBN 978-0-932128-07-2.